# Nephelaphyllum
Nephelaphyllum é um género botânico pertencente à família das orquídeas (Orchidaceae).